# 유홍 초상화
유홍 초상화는 대한민국 경기도 용인시 처인구 모현읍 일산리에 있는, 조선시대의 초상화이다. 현재는 경기도박물관에 보관되어 있으며, 1990년 11월 22일 용인시의 향토문화재 제16호로 지정되었다.

## 참고 문헌
- 유홍 초상화 - 용인시의 문화관광 - 향토유적